# FC Twente in het seizoen 1974/75
Het seizoen 1974-1975 was het tiende jaar in het bestaan van de Nederlandse voetbalclub FC Twente. De Tukkers kwamen uit in de Nederlandse Eredivisie, namen deel aan het toernooi om de KNVB beker en hadden zich door een tweede plaats in de competitie van het seizoen 1973/74 gekwalificeerd voor de UEFA Cup.

## Selectie
Spitz Kohn was voor het derde seizoen hoofdtrainer van FC Twente. Assistent-trainer was zijn zwager Jan Morsing. Doelverdediger Piet Schrijvers had FC Twente na zes seizoenen verlaten en had een contract bij Ajax getekend. Dieter Schwemmle was overgegaan naar Kickers Offenbach. Jan Streuer vertrok naar MVV.
FC Twente versterkte zich met keeper Marc De Clerck (AA Gent), aanvaller Jaap Bos (FC Groningen) en verdediger Niels Overweg (Go Ahead Eagles). Begin september werd de Duitse doelman Volkmar Gross van Hellenic FC uit Kaapstad aangetrokken. Bij de Duitse amateurkampioen SpVgg Bad Homburg werd de Hongaarse middenvelder Gabor Zele weggehaald.
De interesse van Ajax in René Notten, die bij de Amsterdammers Johan Neeskens moest opvolgen, leidde tot een arbitragezaak welke FC Twente eind augustus 1974 won. Het prijskaartje van twee miljoen gulden dat vervolgens aan Notten werd gehangen, was Ajax te gortig. In december 1974 kwam de transfer alsnog rond. In ruil voor de middenvelder kreeg FC Twente Arnold Mühren en een bedrag van 600.000 gulden.
FC Twente startte het seizoen met Henny Ardesch op doel, Kees van Ierssel, aanvoerder Epi Drost, Willem de Vries en Kalle Oranen in de verdediging, een middenveld bestaande uit Frans Thijssen, Kick van der Vall en René Notten en de aanvallers Jaap Bos, Johan Zuidema en Theo Pahlplatz. Door een langdurige blessure van Bos heroverde Jan Jeuring reeds vroeg in het seizoen zijn plaats in de aanval. De plek van de in december vertrokken Notten werd overgenomen door zijn opvolger Arnold Mühren. Ongeveer tegelijkertijd nam Volkmar Gross de plek van Ardesch in het doel over.
Na de winterstop verloor Willem de Vries zijn plaats aan Niels Overweg, die zich tegen het einde van het seizoen zelfs in de selectie van het Nederlands elftal wist te spelen. Eddy Achterberg werd geregeld als invaller gebruikt. In veel mindere mate werd een beroep gedaan op reservespelers Harry Bruggink, Gabor Zele en Roel Brinks.

## Seizoensverloop
FC Twente eindigde de Eredivisie 1974/75 als vierde, achter landskampioen PSV, Feyenoord en AFC Ajax. In de KNVB beker 1974/75 kwam Twente tot de finale, waarin met 1-0 verloren werd van FC Den Haag.
Het seizoen 1974/75 stond echter vooral in het teken van de UEFA Cup. Achtereenvolgens werden Ipswich Town FC, RWD Molenbeek, AS Dukla Praag, Velež Mostar en in de halve finale Juventus FC uitgeschakeld. De finale werd over twee wedstrijden gespeeld tegen Borussia Mönchengladbach. Na een 0-0 gelijkspel in de uitwedstrijd, volgde een 5-1 nederlaag in Enschede.
| 12 |

| 3 |

| 4 |

| 4 |

| 6 |

| 5 |

| 4 |

| 4 |

| 4 |

| 4 |

| 4 |

| 4 |

| 4 |

| 4 |

| 4 |

| 4 |

| 5 |

| 5 |

| 4 |

| 4 |

| 4 |

| 4 |

| 4 |

| 4 |

| 4 |

| 4 |

| 4 |

| 4 |

| 4 |

| 4 |

| 4 |

| 4 |

| 4 |

| 4 |

| winst | gelijk | verlies |

| 12 |

| 3 |

| 4 |

| 4 |

| 6 |

| 5 |

| 4 |

| 4 |

| 4 |

| 4 |

| 4 |

| 4 |

| 4 |

| 4 |

| 4 |

| 4 |

| 5 |

| 5 |

| 4 |

| 4 |

| 4 |

| 4 |

| 4 |

| 4 |

| 4 |

| 4 |

| 4 |

| 4 |

| 4 |

| 4 |

| 4 |

| 4 |

| 4 |

| 4 |

| winst | gelijk | verlies |

## Wedstrijdstatistieken

### Eredivisie 1974/75
| |                                                                               |               |                                                                        | |
| 1 september 1974 | FC Utrecht                                                                    | 0 - 0         | FC Twente                                                              | Opstelling FC Twente: |
| Stadion Galgenwaard 12.000 toeschouwers Leo van der Kroft                                                                       |                                                                               |               |                                                                        | Ardesch, Van Ierssel, Drost, De Vries, Oranen, Thijssen, Van der Vall, Jeuring, Bos, Zuidema, Pahlplatz                                   |
| - Jaap Bos, overgekomen van FC Groningen, maakte zijn debuut voor FC Twente.                                                    |                                                                               |               |                                                                        | |
| |                                                                               |               |                                                                        | |
| 8 september 1974 | FC Twente                                                                     | 4 - 0 (1 - 0) | Haarlem                                                                | Opstelling FC Twente: |
| Stadion Het Diekman 10.000 toeschouwers Ben Hoppenbrouwer                                                                       | Jaap Bos 1' Jaap Bos 56' Jaap Bos 65' Jaap Bos 82'                            |               |                                                                        | Ardesch, Van Ierssel, Drost, De Vries, Oranen, Thijssen, Van der Vall, Jeuring (55' Pahlplatz), Bos, Zuidema, Notten                      |
| |                                                                               |               |                                                                        | |
| 15 september 1974 | AZ'67                                                                         | 1 - 1 (0 - 0) | FC Twente                                                              | Opstelling FC Twente: |
| Alkmaarderhout 12.000 toeschouwers Jan Beck                                                                                     | Ruud Suurendonk 88'                                                           |               | 52' Frans Thijssen                                                     | Ardesch, Van Ierssel, Drost, De Vries, Oranen, Thijssen, Van der Vall (80' Achterberg), Notten, Bos, Zuidema, Pahlplatz                   |
| |                                                                               |               |                                                                        | |
| 22 september 1974 | FC Twente                                                                     | 2 - 0 (0 - 0) | De Graafschap                                                          | Opstelling FC Twente: |
| Stadion Het Diekman 11.000 toeschouwers Joop Vervoort                                                                           | Johan Zuidema 69' Eddy Achterberg 80'                                         |               |                                                                        | Ardesch, Van Ierssel, Drost, De Vries, Oranen, Notten, Van der Vall, Jeuring (18' Achterberg), Bos, Zuidema, Pahlplatz                    |
| |                                                                               |               |                                                                        | |
| 28 september 1974 | AFC Ajax                                                                      | 1 - 0 (1 - 0) | FC Twente                                                              | Opstelling FC Twente: |
| Stadion De Meer 35.000 toeschouwers Arie van Gemert                                                                             | Piet Keizer 14'                                                               |               |                                                                        | Gross, Van Ierssel, Drost, De Vries, Oranen, Thijssen (62' Jeuring), Van der Vall, Notten, Bos, Zuidema, Pahlplatz (74' Achterberg)       |
| - Doelverdediger Volkmar Gross maakte zijn debuut voor FC Twente.                                                               |                                                                               |               |                                                                        | |
| |                                                                               |               |                                                                        | |
| 13 oktober 1974 | FC Twente                                                                     | 3 - 0 (1 - 0) | FC Den Haag                                                            | Opstelling FC Twente: |
| Stadion Het Diekman 11.000 toeschouwers Henk Pijper                                                                             | Kalle Oranen 22' Frans Thijssen 70' Eddy Achterberg 88'                       |               |                                                                        | Ardesch, Van Ierssel, Drost (75' Overweg), De Vries, Oranen, Thijssen, Van der Vall, Achterberg, Notten, Zuidema, Pahlplatz               |
| |                                                                               |               |                                                                        | |
| 20 oktober 1974 | MVV                                                                           | 2 - 4 (1 - 3) | FC Twente                                                              | Opstelling FC Twente: |
| Geusselt 9.000 toeschouwers Gerrit Berrevoets                                                                                   | Jo Bonfrère 14' Juha-Pekka Laine 49'                                          |               | 2' Frans Thijssen 8' Johan Zuidema 35' Johan Zuidema 55' Johan Zuidema | Ardesch, Van Ierssel, Overweg, De Vries, Oranen, Thijssen, Van der Vall, Notten, Zuidema, Achterberg, Pahlplatz                           |
| |                                                                               |               |                                                                        | |
| 27 oktober 1974 | FC Twente                                                                     | 1 - 0 (0 - 0) | FC Den Haag                                                            | Opstelling FC Twente: |
| Stadion Het Diekman 8.500 toeschouwers Jan Beck                                                                                 | Kick van der Vall 65'                                                         |               |                                                                        | Ardesch, Van Ierssel, Overweg (69' Drost), De Vries, Oranen, Thijssen, Van der Vall, Notten, Achterberg, Zuidema, Pahlplatz               |
| |                                                                               |               |                                                                        | |
| 3 november 1974 | Excelsior                                                                     | 3 - 1 (2 - 1) | FC Twente                                                              | Opstelling FC Twente: |
| Stadion Woudestein 6.500 toeschouwers Bart Ram                                                                                  | Sjaak Roggeveen 14' Sjaak Roggeveen 35' Hans Bassant 75'                      |               | 27' René Notten                                                        | Ardesch, Van Ierssel, Drost, De Vries, Oranen, Thijssen, Van der Vall, Notten, Achterberg, Zuidema, Pahlplatz (47' Jeuring)               |
| |                                                                               |               |                                                                        | |
| 10 november 1974 | FC Twente                                                                     | 2 - 0 (1 - 0) | NAC                                                                    | Opstelling FC Twente: |
| Stadion Het Diekman 9.000 toeschouwers Theo Boosten                                                                             | Johan Zuidema 29' Kick van der Vall 70'                                       |               |                                                                        | Ardesch, Van Ierssel, Drost, De Vries, Oranen, Thijssen, Van der Vall, Achterberg, Zuidema, Jeuring (46' Overweg), Pahlplatz              |
| |                                                                               |               |                                                                        | |
| 17 november 1974 | Wageningen                                                                    | 2 - 1 (0 - 0) | FC Twente                                                              | Opstelling FC Twente: |
| Stadion de Wageningse Berg 12.000 toeschouwers Henk Pijper                                                                      | Jan Groenendijk 65' Jan Menting 73'                                           |               | 82' Jan Jeuring                                                        | Ardesch, Van Ierssel, Drost (46' Overweg), De Vries, Oranen, Thijssen, Van der Vall, Notten, Achterberg (71' Jeuring), Zuidema, Pahlplatz |
| |                                                                               |               |                                                                        | |
| 1 december 1974 | FC Twente                                                                     | 1 - 1 (1 - 0) | Telstar                                                                | Opstelling FC Twente: |
| Stadion Het Diekman 8.500 toeschouwers Jan Beck                                                                                 | Theo Pahlplatz 10'                                                            |               | 68' Co Stout                                                           | Ardesch, Van Ierssel, Drost, De Vries, Oranen, Thijssen, Van der Vall, Notten, Jeuring, Zuidema, Pahlplatz (55' Achterberg)               |
| |                                                                               |               |                                                                        | |
| 15 december 1974 | FC Amsterdam                                                                  | 0 - 3 (0 - 1) | FC Twente                                                              | Opstelling FC Twente: |
| Olympisch Stadion 7.500 toeschouwers Ben Hoppenbrouwer                                                                          |                                                                               |               | 30' Kick van der Vall 74' René Notten 82' Eddy Achterberg              | Ardesch, Van Ierssel, Drost, De Vries, Oranen, Thijssen, Van der Vall (68' Overweg), Notten, Jeuring (62' Achterberg), Zuidema, Pahlplatz |
| |                                                                               |               |                                                                        | |
| 22 december 1974 | FC Twente                                                                     | 3 - 0 (1 - 0) | Roda JC                                                                | Opstelling FC Twente: |
| Stadion Het Diekman 12.500 toeschouwers Leo van der Kroft                                                                       | Eddy Achterberg 35' Frans Thijssen 49' Niels Overweg 74'                      |               |                                                                        | Ardesch (7' Gross), Van Ierssel, Drost, Overweg, Oranen, Thijssen, Van der Vall, Mühren, Jeuring (27' Achterberg), Zuidema, Pahlplatz     |
| - De half december van Ajax overgekomen Arnold Mühren maakte zijn debuut voor FC Twente.                                        |                                                                               |               |                                                                        | |
| |                                                                               |               |                                                                        | |
| 5 januari 1975 | Feyenoord                                                                     | 4 - 0 (1 - 0) | FC Twente                                                              | Opstelling FC Twente: |
| Stadion Feijenoord 49.000 toeschouwers Charles Corver                                                                           | Theo de Jong 16' Jørgen Kristensen 52' Jørgen Kristensen 65' Peter Ressel 76' |               |                                                                        | Gross, Van Ierssel, Drost, Overweg, Oranen (26' Bruggink), Thijssen, Van der Vall, Mühren, Jeuring, Zuidema (73' Achterberg), Pahlplatz   |
| |                                                                               |               |                                                                        | |
| 12 januari 1975 | FC Twente                                                                     | 4 - 1 (1 - 0) | FC Utrecht                                                             | Opstelling FC Twente: |
| Stadion Het Diekman 10.000 toeschouwers Gerard Jonker                                                                           | Arnold Mühren 36' Johan Zuidema 51' Jan Jeuring 65' Jan Jeuring 72'           |               | 63' Leo van Veen                                                       | Gross, Van Ierssel (54' Achterberg), Drost, Overweg, Bruggink, Thijssen, Van der Vall, Mühren, Zuidema, Jeuring, Pahlplatz                |
| |                                                                               |               |                                                                        | |
| 19 januari 1975 | Haarlem                                                                       | 1 - 0 (0 - 0) | FC Twente                                                              | Opstelling FC Twente: |
| Haarlemstadion 7.000 toeschouwers Henk Geurens                                                                                  | Beer Wentink 84'                                                              |               |                                                                        | Gross, Van Ierssel, Drost, Overweg, Bruggink, Thijssen, Van der Vall, Mühren (46' Achterberg), Zuidema, Jeuring, Pahlplatz                |
| |                                                                               |               |                                                                        | |
| 25 januari 1975 | FC Twente                                                                     | 1 - 1 (0 - 1) | AZ'67                                                                  | Opstelling FC Twente: |
| Stadion Het Diekman 7.300 toeschouwers Gerrit Berrevoets                                                                        | Kick van der Vall 48'                                                         |               | 34' Bobby Vosmaer                                                      | Gross, Van Ierssel, Overweg, De Vries, Achterberg, Thijssen, Van der Vall, Mühren, Jeuring, Zuidema, Pahlplatz                            |
| |                                                                               |               |                                                                        | |
| 28 januari 1975 | FC Twente                                                                     | 2 - 1 (1 - 0) | PSV                                                                    | Opstelling FC Twente: |
| Stadion Het Diekman 17.500 toeschouwers Frans Derks                                                                             | Niels Overweg 2' Jan Jeuring 55'                                              |               | 86' Arnold Mühren (ed)                                                 | Gross, Van Ierssel, Overweg, De Vries, Bruggink (78' Brinks), Thijssen, Van der Vall, Mühren, Achterberg, Jeuring, Zuidema                |
| - Twente won in deze inhaalwedstrijd van de koploper in de Eredivisie. Voor PSV was dit de eerste nederlaag in deze competitie. |                                                                               |               |                                                                        | |
| |                                                                               |               |                                                                        | |
| 2 februari 1975 | De Graafschap                                                                 | 0 - 1 (0 - 1) | FC Twente                                                              | Opstelling FC Twente: |
| De Vijverberg 10.000 toeschouwers Jan Beck                                                                                      |                                                                               |               | 10' Arnold Mühren                                                      | Gross, Van Ierssel (70' Brinks), Drost, De Vries, Bruggink, Thijssen, Van der Vall, Mühren, Achterberg, Jeuring, Zuidema                  |
| |                                                                               |               |                                                                        | |
| 16 februari 1975 | FC Twente                                                                     | 1 - 3 (1 - 2) | AFC Ajax                                                               | Opstelling FC Twente: |
| Stadion Het Diekman 21.000 toeschouwers Henk Pijper                                                                             | Johan Zuidema 30'                                                             |               | 3' René Notten 41' Arno Steffenhagen 55' Jan Mulder                    | Gross, Van Ierssel, Drost, Overweg, Bruggink, Thijssen (46' De Vries), Van der Vall, Mühren (65' Pahlplatz), Achterberg, Jeuring, Zuidema |
| |                                                                               |               |                                                                        | |
| 23 februari 1975 | FC Den Haag                                                                   | 1 - 3 (1 - 1) | FC Twente                                                              | Opstelling FC Twente: |
| Zuiderpark Stadion 9.300 toeschouwers Cees de Bruin                                                                             | Hans Bres 16'                                                                 |               | 32' Kees van Ierssel 58' Kick van der Vall 90' Frans Thijssen          | Gross, Van Ierssel, Drost, De Vries, Bruggink, Thijssen, Van der Vall, Overweg, Jeuring, Zuidema, Pahlplatz                               |
| |                                                                               |               |                                                                        | |
| 1 maart 1975 | FC Twente                                                                     | 2 - 2 (1 - 1) | MVV                                                                    | Opstelling FC Twente: |
| Stadion Het Diekman 8.000 toeschouwers Louis Beukman                                                                            | Johan Zuidema 21' Niels Overweg 88'                                           |               | 41' Jean Colombain 51' Huub Smeets                                     | Gross, Van Ierssel, Drost, De Vries, Bruggink, Overweg, Van der Vall, Achterberg, Jeuring (40' Zele), Zuidema, Pahlplatz                  |
| |                                                                               |               |                                                                        | |
| 9 maart 1975 | Sparta                                                                        | 1 - 1 (1 - 1) | FC Twente                                                              | Opstelling FC Twente: |
| Het Kasteel 5.800 toeschouwers Gerrit Berrevoets                                                                                | Arne Skipper 14'                                                              |               | 11' Arnold Mühren                                                      | Gross, Van Ierssel, Drost, De Vries, Bruggink, Overweg, Van der Vall, Mühren, Zuidema, Jeuring, Pahlplatz (60' Achterberg)                |
| |                                                                               |               |                                                                        | |
| 15 maart 1975 | FC Twente                                                                     | 2 - 0 (0 - 0) | Excelsior                                                              | Opstelling FC Twente: |
| Stadion Het Diekman 5.000 toeschouwers Jan Keizer                                                                               | Eddy Achterberg 61' Kick van der Vall 87'                                     |               |                                                                        | Gross, Van Ierssel, Drost, De Vries, Bruggink, Achterberg, Van der Vall, Overweg, Bos, Jeuring, Zuidema                                   |
| |                                                                               |               |                                                                        | |
| 23 maart 1975 | NAC                                                                           | 1 - 2 (0 - 0) | FC Twente                                                              | Opstelling FC Twente: |
| NAC-Stadion 7.000 toeschouwers Ben Hoppenbrouwer                                                                                | Addy Brouwers 65'                                                             |               | 50' Jan Jeuring 90' Johan Zuidema                                      | Ardesch, Van Ierssel, Drost, Overweg, Bruggink, Thijssen, Van der Vall, Achterberg, Zuidema, Jeuring, Pahlplatz                           |
| |                                                                               |               |                                                                        | |
| 29 maart 1975 | FC Twente                                                                     | 3 - 0 (2 - 0) | Go Ahead Eagles                                                        | Opstelling FC Twente: |
| Stadion Het Diekman 7.000 toeschouwers Theo Boosten                                                                             | Jan Jeuring 3' Johan Zuidema 5' Epi Drost 80'                                 |               |                                                                        | Gross, Van Ierssel, Drost, Overweg, Bruggink (67' Oranen), Thijssen (67' Bos), Van der Vall, Achterberg, Zuidema, Jeuring, Pahlplatz      |
| |                                                                               |               |                                                                        | |
| 31 maart 1975 | Go Ahead Eagles                                                               | 1 - 1 (0 - 1) | FC Twente                                                              | Opstelling FC Twente: |
| De Adelaarshorst 9.000 toeschouwers Frans Derks                                                                                 | Kurt Rettkowski 82'                                                           |               | 8' Niels Overweg                                                       | Gross, Van Ierssel, Drost, Overweg, Oranen, Thijssen, Van der Vall, Achterberg, Zuidema, Jeuring (46' Brinks), Pahlplatz (65' De Vries)   |
| |                                                                               |               |                                                                        | |
| 5 april 1975 | FC Twente                                                                     | 3 - 0 (2 - 0) | Wageningen                                                             | Opstelling FC Twente: |
| Stadion Het Diekman 6.000 toeschouwers Jan Beck                                                                                 | Eddy Achterberg 27' Jan Jeuring 41' Roel Brinks 59'                           |               |                                                                        | Gross, Van Ierssel, Drost, Overweg, Oranen, Achterberg, Van der Vall (77' Zele), Pahlplatz, Bos, Jeuring (55' Brinks), Zuidema            |
| |                                                                               |               |                                                                        | |
| 12 april 1975 | Telstar                                                                       | 1 - 0 (1 - 0) | FC Twente                                                              | Opstelling FC Twente: |
| Sportpark Schoonenberg 6.000 toeschouwers Henk Pijper                                                                           | Cees van Kooten 28'                                                           |               |                                                                        | Gross, Van Ierssel, Drost, Overweg, Oranen, Thijssen, Van der Vall, Achterberg, Bos, Zuidema, Pahlplatz                                   |
| |                                                                               |               |                                                                        | |
| 19 april 1975 | PSV                                                                           | 3 - 0 (1 - 0) | FC Twente                                                              | Opstelling FC Twente: |
| Philips Stadion 20.000 toeschouwers Gerrit Berrevoets                                                                           | Bertus Quaars 38' René van de Kerkhof 86' Willy van der Kuijlen 90'           |               |                                                                        | Gross, Van Ierssel, Drost, Overweg, Oranen, Thijssen, Van der Vall (62' Achterberg), Mühren, Bos (84' Bruggink), Zuidema, Pahlplatz       |
| |                                                                               |               |                                                                        | |
| 27 april 1975 | FC Twente                                                                     | 2 - 1 (2 - 0) | FC Amsterdam                                                           | Opstelling FC Twente: |
| Stadion Het Diekman 7.000 toeschouwers Henk Pijper                                                                              | Jaap Visser (ed) 12' Frans Thijssen 27'                                       |               | 80' Leen van de Merkt                                                  | Gross, Bruggink, Drost, De Vries (56' Brinks), Oranen, Thijssen, Overweg, Mühren, Achterberg, Zuidema, Pahlplatz                          |
| |                                                                               |               |                                                                        | |
| 4 mei 1975 | Roda JC                                                                       | 2 - 1 (1 - 1) | FC Twente                                                              | Opstelling FC Twente: |
| Sportpark Kaalheide 6.500 toeschouwers Henk van Dijken                                                                          | Stanley Bish 42' Dick Nanninga 47'                                            |               | 32' Kick van der Vall                                                  | Gross (8' Ardesch), Van Ierssel, Drost, Zele, Oranen, Overweg, Van der Vall, Thijssen (46' Mühren), Achterberg, Bos, Pahlplatz            |
| |                                                                               |               |                                                                        | |
| 11 mei 1975 | FC Twente                                                                     | 1 - 1 (1 - 0) | Feyenoord                                                              | Opstelling FC Twente: |
| Stadion Het Diekman 12.000 toeschouwers Ben Hoppenbrouwer                                                                       | Johan Zuidema 31'                                                             |               | 84' Jørgen Kristensen                                                  | Ardesch, Van Ierssel, Drost, De Vries (78' Achterberg), Oranen (46' Bruggink), Overweg, Van der Vall, Mühren, Bos, Jeuring, Zuidema       |
| |                                                                               |               |                                                                        | |

### KNVB beker 1974/75
| | |               |                                   | |
| 24 november 1974 | Fortuna SC | 1 - 2 (1 - 0) | FC Twente                         | Opstelling FC Twente: |
| De Baandert 8.500 toeschouwers Frans Derks | Wim Bohnen 19' |               | 74' Jan Jeuring 90' Johan Zuidema | Gross, Van Ierssel, Drost, Overweg, Oranen, Thijssen, Van der Vall, Notten, Jeuring, Zuidema, Pahlplatz                           |
| - In de eerste ronde was FC Twente vrijgesteld. Door de overwinning op eerstedivisionist Fortuna SC bekerde Twente door naar de derde ronde.                                                                              | |               |                                   | |
| | |               |                                   | |
| 8 februari 1975 | FC Twente | 2 - 0 (1 - 0) | Feyenoord                         | Opstelling FC Twente: |
| Stadion Het Diekman 16.000 toeschouwers Ben Hoppenbrouwer | Johan Zuidema 25' Kick van der Vall 70'                                                                           |               |                                   | Gross, Van Ierssel, Drost, De Vries, Bruggink, Overweg, Van der Vall, Thijssen, Achterberg, Jeuring (Pahlplatz), Zuidema          |
| - FC Twente bekerde door naar de kwartfinale (laatste 8). | |               |                                   | |
| | |               |                                   | |
| 12 maart 1975 | FC Twente | 4 - 0 (3 - 0) | Volendam                          | Opstelling FC Twente: |
| Stadion Het Diekman 6.000 toeschouwers Joop Vervoort | Jan Jeuring 3' Frans Thijssen 37' Jan Jeuring 42' Johan Zuidema 48'                                               |               |                                   | Gross, Van Ierssel, Drost, De Vries, Bruggink, Thijssen, Van der Vall, Mühren, Zuidema, Jeuring (Overweg), Pahlplatz (Achterberg) |
| - FC Twente bekerde door naar de halve finale. | |               |                                   | |
| | |               |                                   | |
| 16 april 1975 | FC Twente | 6 - 0 (2 - 0) | IJsselmeervogels                  | Opstelling FC Twente: |
| De Adelaarshorst 22.500 toeschouwers Jan Keizer | Frans Thijssen 3' Kick van der Vall 38' Frans Thijssen 55' Johan Zuidema 65' Johan Zuidema 68' Theo Pahlplatz 83' |               |                                   | Gross, Van Ierssel, Drost, Overweg, Oranen, Thijssen, Van der Vall, Pahlplatz, Bos, Jeuring (Mühren), Zuidema                     |
| - De verrassend ver gekomen amateurvereniging IJsselmeervogels was in deze wedstrijd geen partij voor FC Twente, dat zich met dit resultaat voor de eerste keer in de historie plaatste voor de finale van de KNVB beker. | |               |                                   | |
| | |               |                                   | |
| 15 mei 1975 | FC Twente | 0 - 1 (0 - 0) | FC Den Haag                       | Opstelling FC Twente: |
| Stadion Feijenoord 25.000 toeschouwers Frans Derks | |               | 67' Henk van Leeuwen              | Gross, Van Ierssel, Drost, Overweg, Oranen, Thijssen, Van der Vall, Pahlplatz, Bos, Jeuring (65' Mühren), Zuidema                 |
| | |               |                                   | |

### UEFA Cup 1974/75
| |                                                                                       |               |                                                                                               | |
| 18 september 1974 | Ipswich Town FC                                                                       | 2 - 2 (2 - 1) | FC Twente                                                                                     | Opstelling FC Twente: |
| Portman Road 28.155 toeschouwers Hans-Joachim Weyland | Brian Talbot 33' Bryan Hamilton 37'                                                   |               | 21' Johan Zuidema 83' Theo Pahlplatz                                                          | Ardesch, Van Ierssel, Drost, De Vries, Oranen, Thijssen (80' Overweg), Van der Vall, Notten, Bos, Zuidema (85' Jeuring), Pahlplatz        |
| |                                                                                       |               |                                                                                               | |
| 2 oktober 1974 | FC Twente                                                                             | 1 - 1 (1 - 1) | Ipswich Town FC                                                                               | Opstelling FC Twente: |
| Stadion Het Diekman 17.500 toeschouwers Paul Schiller | Jaap Bos 9'                                                                           |               | 16' Bryan Hamilton                                                                            | Ardesch, Van Ierssel, Drost, De Vries, Oranen, Thijssen, Van der Vall, Notten, Bos (12' Jeuring (Overweg)), Zuidema, Pahlplatz            |
| - Jaap Bos liep bij zijn doelpunt een ernstige blessure op, waardoor hij maandenlang was uitgeschakeld. Zijn vervanger Jeuring viel later in de wedstrijd eveneens geblesseerd uit. Twente had het moeilijk, maar hield stand en bekerde dankzij twee doelpunten in de uitwedstrijd door naar de volgende wedstrijd.                                 |                                                                                       |               |                                                                                               | |
| |                                                                                       |               |                                                                                               | |
| 23 oktober 1974 | FC Twente                                                                             | 2 - 1 (1 - 1) | RWD Molenbeek                                                                                 | Opstelling FC Twente: |
| Stadion Het Diekman 16.700 toeschouwers Michal Jursa | Frans Thijssen 20' Kick van der Vall (p) 88'                                          |               | 28' Eddy Koens                                                                                | Ardesch, Van Ierssel, Drost (46' Overweg), De Vries, Oranen, Thijssen, Van der Vall, Notten, Achterberg, Zuidema, Pahlplatz               |
| |                                                                                       |               |                                                                                               | |
| 6 november 1974 | RWD Molenbeek                                                                         | 0 - 1 (0 - 0) | FC Twente                                                                                     | Opstelling FC Twente: |
| Edmond Machtensstadion 20.000 toeschouwers Bob Davidson |                                                                                       |               | 50' Johan Zuidema                                                                             | Ardesch, Van Ierssel, Drost, De Vries, Oranen, Thijssen, Van der Vall, Notten, Achterberg, Zuidema (73' Jeuring), Pahlplatz (80' Overweg) |
| - Door twee overwinningen op RWDM plaatste Twente zich voor de volgende ronde. |                                                                                       |               |                                                                                               | |
| |                                                                                       |               |                                                                                               | |
| 27 november 1974 | AS Dukla Praag                                                                        | 3 - 1 (3 - 0) | FC Twente                                                                                     | Opstelling FC Twente: |
| Na Julisce 4.000 toeschouwers Walter Eschweiler | Karel Dvořák 9' Jiří Krumich 22' Zdeněk Nehoda 40'                                    |               | 55' René Notten                                                                               | Ardesch, Van Ierssel, Drost, De Vries, Oranen, Thijssen, Van der Vall, Notten, Zuidema, Jeuring (60' Achterberg), Pahlplatz (80' Overweg) |
| - Kick van der Vall miste in de 51e minuut een strafschop. |                                                                                       |               |                                                                                               | |
| |                                                                                       |               |                                                                                               | |
| 11 december 1974 | FC Twente                                                                             | 5 - 0 (2 - 0) | AS Dukla Praag                                                                                | Opstelling FC Twente: |
| Stadion Het Diekman 10.500 toeschouwers Gyula Emsberger | Johan Zuidema 32' René Notten 43' Johan Zuidema 71' René Notten 73' Johan Zuidema 82' |               |                                                                                               | Ardesch, Van Ierssel, Drost, De Vries, Oranen, Thijssen, Achterberg (85' Brinks), Notten, Zuidema, Jeuring (75' Overweg), Pahlplatz       |
| - Met de 5-0 zege maakte FC Twente de 3-1 nederlaag in de uitwedstrijd goed en bekerde het door naar de kwartfinale. |                                                                                       |               |                                                                                               | |
| |                                                                                       |               |                                                                                               | |
| 5 maart 1975 | Velež Mostar                                                                          | 1 - 0 (0 - 0) | FC Twente                                                                                     | Opstelling FC Twente: |
| Bijeli Brijeg Stadion 25.000 toeschouwers Franz Wöhrer | Marijan Kvesic 67'                                                                    |               |                                                                                               | Gross, Van Ierssel, Drost, De Vries, Bruggink, Overweg, Van der Vall, Mühren, Zuidema, Jeuring (Achterberg), Pahlplatz                    |
| |                                                                                       |               |                                                                                               | |
| 19 maart 1975 | FC Twente                                                                             | 2 - 0 (1 - 0) | Velež Mostar                                                                                  | Opstelling FC Twente: |
| Stadion Het Diekman 18.500 toeschouwers Antonio Camacho Jiménez | Johan Zuidema 42' Niels Overweg 89'                                                   |               |                                                                                               | Gross, Van Ierssel, Drost, De Vries, Bruggink, Overweg, Van der Vall, Thijssen, Zuidema, Jeuring (83' Achterberg), Pahlplatz (80' Mühren) |
| - Het doelpunt in de 89e minuut van Niels Overweg was de beslissing. FC Twente plaatste zich voor de halve finale. |                                                                                       |               |                                                                                               | |
| |                                                                                       |               |                                                                                               | |
| 9 april 1975 | FC Twente                                                                             | 3 - 1 (1 - 0) | Juventus FC                                                                                   | Opstelling FC Twente: |
| Stadion Het Diekman 16.500 toeschouwers René Vigliani | Jan Jeuring 20' Johan Zuidema 59' Johan Zuidema 84'                                   |               | 63' José Altafini                                                                             | Gross, Van Ierssel, Drost, Overweg, Oranen, Thijssen, Van der Vall, Mühren (30' Bos), Zuidema, Jeuring, Pahlplatz                         |
| |                                                                                       |               |                                                                                               | |
| 23 april 1975 | Juventus FC                                                                           | 0 - 1 (0 - 1) | FC Twente                                                                                     | Opstelling FC Twente: |
| Stadio Comunale Vittorio Pozzo 55.000 toeschouwers Rudi Glöckner |                                                                                       |               | 10' Johan Zuidema                                                                             | Gross, Van Ierssel, Drost, Overweg, Oranen, Thijssen, Van der Vall, Pahlplatz, Bos, Jeuring, Zuidema (Achterberg)                         |
| - De nederlaag in eigen huis was voor de aanhang van Juventus in het laatste kwartier van de wedstrijd reden de eigen ploeg met Bidoni, bidoni (nietsnutten) en fluitconcerten te begeleiden. Op acties van FC Twente werd gereageerd met applaus. Twente plaatste zich voor de finale tegen Borussia Mönchengladbach, dat 1. FC Köln had verslagen. |                                                                                       |               |                                                                                               | |
| |                                                                                       |               |                                                                                               | |
| 7 mei 1975 | Borussia Mönchengladbach                                                              | 0 - 0 (0 - 0) | FC Twente                                                                                     | Opstelling FC Twente: |
| Rheinstadion, Düsseldorf 40.000 toeschouwers Károly Palotai |                                                                                       |               |                                                                                               | Gross, Van Ierssel, Drost, Overweg, Oranen, Thijssen, Van der Vall, Pahlplatz, Bos, Jeuring (Achterberg), Zuidema                         |
| - Op de dag van de wedstrijd dreigde doelman Gross van FC Twente in het trainingskamp gearresteerd te worden wegens niet betaalde alimentatieverplichtingen aan twee voormalige echtgenotes. Met behulp van tegenstander Borussia Mönchengladbach en na betaling van een deel van de achterstallige som, kon Gross toch de wedstrijd spelen.         |                                                                                       |               |                                                                                               | |
| |                                                                                       |               |                                                                                               | |
| 21 mei 1975 | FC Twente                                                                             | 1 - 5 (0 - 2) | Borussia Mönchengladbach                                                                      | Opstelling FC Twente: |
| Stadion Het Diekman 22.000 toeschouwers Paul Schiller | Epi Drost 77'                                                                         |               | 2' Allan Simonsen 9' Jupp Heynckes 50' Jupp Heynckes 60' Jupp Heynckes 86' Allan Simonsen (p) | Gross, Van Ierssel, Drost, Overweg, Oranen, Thijssen, Van der Vall, Pahlplatz (Achterberg), Bos (Mühren), Jeuring, Zuidema                |
| - Na de 0-0 in de uitwedstrijd, zorgde de 5-1 nederlaag voor een grote teleurstelling. Jupp Heynckes, die in de eerste wedstrijd wegens een blessure afwezig was, scoorde drie doelpunten, de Deen Allan Simonsen de overige twee. Na het verliezen van de finale van de KNVB beker bleef Twente ook in de finale van de UEFA Cup met lege handen.   |                                                                                       |               |                                                                                               | |
| |                                                                                       |               |                                                                                               | |

Ajax ·
FC Amsterdam ·
AZ '67 ·
Excelsior ·
Feyenoord ·
Go Ahead Eagles ·
De Graafschap ·
FC Den Haag-ADO ·
Haarlem ·
MVV ·
NAC ·
PSV ·
Roda JC ·
Sparta ·
Telstar ·
FC Twente '65 ·
FC Utrecht ·
Wageningen